# التهاب القصبات التحسسي
التهاب القصبات التحسسي (بالإنجليزية: Allergic Bronchitis)‏، ويسمى أيضاً «التهاب الشعب الهوائية التحسسي». هو التهاب وتورم في الغشاء المبطن للقصبات الهوائية، يصيب الأطفال عموماً، بسبب وجود حساسية لعدد من المحفزات الداخلية والخارجية مثل: التغيرات المناخية، التمارين الرياضية، الإجهاد، الحساسية، الالتهابات الفيروسية والدخان، مما يسبب تضيق في المجاري التنفسية وما يرافقها من تشكل الإفرازات والبلغم وهو ما يسبب السعال وضيق التنفس. كما يعتبر التهاب القصبات التحسسي مرض وراثي في الكثير من الأحيان، ينتقل بالوراثة من أفراد الأسرة، فاذا كان فرد واحد أو أكثر من أفراد الأسرة يعاني من التهاب القصبات التحسسي، فإن احتمالية إصابة الطفل بهذا المرض ستكون مرتفعة.

## الأنواع
يشتمل التهاب القصبات التحسسي على عدة أنواع وهي:
1. التهاب القصبات التحسسي المتقطع: يصاحبه نوبات أعراض قصيرة كالصفير.
2. التهاب القصبات التحسسي المستمر (الخفيف): يصاحبه نوبة واحدة أو اثنتين من الصفير.
3. التهاب القصبات التحسسي المتوسط (المستمر): تصاحبه مجموعة من الأعراض تؤثر على النشاط البدني وهذا النوع يعالج عادة بالأدوية.
4. التهاب القصبات التحسسي الحاد (المستمر): تصاحبه مجموعة من الأعراض الشدية والتي تتطلب العلاج الفوري.

## الأعراض
- حساسية. عند استنشاق هواء ملوث أو الغبار والدخان والمواد الكيماوية.
- ضيق في التنفس وخاصة في الأماكن المرتفعة والتي تقل فيها نسبة الأكسجين أو عند ممارسة الرياضة، أو القيام بجهد معين.
- سعال متكرر، ولفترة طويلة وضيق في التنفس وخروج صفير من الصدر.
- انسداد الشعب الهوائية. فعند حدوث التهاب في الشعب الهوائية، فإن الغشاء المخاطي المبطن للشعب الهوائية يتورم ويفرز الكثير من الإفرازات المخاطية التي تعمل بدورها على تضيّق الشعب الهوائية وبالتالي انسدادها.
- خروج البلغم ومخاط سميك.
- آلام بالصدر نتيجة تأثر عضلات القفص الصدري بالسعال المتكرر.
- ارتفاع بالحرارة نتيجة الإصابة بالتهاب فيروسي أو بكتيري.
- ضيق في التنفس يصاحبه تسارع في النفس.
- ألم وضيق في الصدر.
- تعب عام وإجهاد.

## الأسباب
- الوراثة.
- حساسية الشعب الهوائية.
- ضيق وانسداد المجاري أو الشعب الهوائية. حيث تكون اصغر من الرئتين واستيعابها للاوكسجين يكون أقل.
- البيئة والتلوث.
- الدخان.
- الغبار.
- حبوب اللقاح في النباتات.
- العفن.
- التمارين الرياضية وخاصة المجهدة منها.
- التغيّرات المناخية.حيث تكون أكثر شيوعا في المناخ الجاف والبارد.
- الالتهابات الفيروسية.

## التشخيص
وتشخيص المرض يكون بدراسة الاعراض وبالفحص السريري عن طريق سماع تصفير بالصدر وخرخشة وتغير في دخول الهواء وخروجه في الصدر.كذلك عن طريق إجراء الصور الشعاعية اللازمة للصدر وفحص البلغم وبعض الفحوصات المخبرية المساعدة على التشخيص وتقييم الحالة المرضية ومدى استجابتها للعلاج.

## العلاج
في حالة وجود التهاب بكتيري يتم اعطاء الطفل المضادات الحيوية وموسعات القصبات مثل الفنتولين وابلمي كورت، اما عن طريق البخاخ أو التبخيرات التنفسية العلاجية وكذلك اعطاء الادوية الخاصة بعلاج السعال والطاردة للبلغم، وهي تساعد على استرخاء العضلات في القنوات التنفسيّة لتسهيل عملية التنفس، وفي الحالات الحرجة قد يعطى الكورتيزون.ومن الوقاية من التهاب القصبات التحسسي هي إبقاء الأطفال بعيداً عن اسباب الحساسية لديهم مثل عدم تعرضهم لهواء ملوث أو غبار أو دخان، والمحافظة على نظام غذائي صحي يعمل على تعزيز الجهاز المناعي لديهم. طفلك.